# Thanasīs Garavelīs
Athanasios Garavelīs, detto Thanasīs (in greco Αθανάσιος "Θανάσης" Γκαραβέλης?; Kozani, 6 agosto 1992), è un calciatore greco, portiere svincolato.

## Carriera
Ha giocato nella prima divisione greca.